# 青剛圍盾介殼蟲
青剛圍盾介殼蟲（学名：Fiorinia taiwana）为盾介殼蟲科圍盾介殼蟲屬下的一个种。